# علی طاهری
علی طاهری (زاده ۱۳۲۹ اهواز) سیاست‌مدار ایرانی است، که در دوره اول مجلس شورای اسلامی به‌عنوان نماینده حوزهٔ انتخابیهٔ ایذه، از استان خوزستان در مجلس شورای اسلامی حضور داشت.